# Xiaomi 15S Pro
Xiaomi 15S Pro — флагманська лінійка смартфонів, що розроблена компанією Xiaomi. Xiaomi 15S Pro був представлений 22 травня 2025 року.

## Дизайн
Знизу розміщені роз'єм USB-C, динамік, мікрофон та слот під 2 SIM-картки. Зверху розташовані другий динамік, другий мікрофон та ІЧ-порт. З правого боку розміщені кнопки регулювання гучності та кнопка блокування смартфона.
Xiaomi 15S продається в 2 кольорах: синьому та чорному.

## Технічні характеристики

### Платформа
Xiaomi 15S Pro отримав процесор Xiaomi XRING O1 та графічний процесор Immortalis-G925 MC16.

### Батарея
Xiaomi 15S Pro отримав Si/C батарею ємністю 6100 мА·год.

### Камера
Xiaomi 15S Pro отримав основну потрійну камеру 50 Мп, f/1.4 (ширококутний) + 50 Мп, f/2.2 (ультраширококутний) + 50 MP, f/2.5, 120 мм (перископ) з фазовим автофокусом та оптичною стабілізацією.

### Екран
Xiaomi 15S Pro отримав екран LTPO AMOLED, 6.73", HDR10+ (1440 × 3200) зі щільністю пікселів 521 ppi та співвідношенням сторін 20:9.

### Звук
Xiaomi 15S Pro отримав стереодинаміки. Він не має роз’єму 3.5 міліметри для навушників.

### Пам'ять
Смартфон продається в комплектаціях 16/512 Гб та 16/1 Тб.

### Програмне забезпечення
Xiaomi 15S Pro був випущений з Xiaomi HyperOS 2 на базі Android 15. 